# 笑傲江湖 (2001年电视剧)
《笑傲江湖》是中国大陆中国中央电视台拍摄的第一部金庸武侠剧，由小说《笑傲江湖》改编而成，制作人为张纪中，该剧于2001年在CCTV-8播出。

## 演员

### 主要人物
- 李亚鹏 饰 令狐冲
- 许　晴 饰 任盈盈
- 苗乙乙 饰 岳灵珊
- 陈丽峰 饰 仪　琳

### 其他人物
- 刘　冬 饰 宁中则
- 巴　音 饰 向问天
- 丛志軍 饰 曲洋
- 李勤勤 饰 定逸
- 李振平 饰 林震南
- 劉仲元 饰 莫大
- 孫海英 饰 田伯光
- 修宗迪 饰 劉正風
- 臧金生 饰 不戒
- 杨昆 饰 哑婆婆
- 于承惠 饰 風清揚
- 孫存蝶、李晓波、許敬義、馬岩、王鑫峰、巨興茂 饰 桃谷六仙
- 張紀中 饰 王元霸
- 牛星麗 饰 綠竹翁
- 齐忠坤 饰 祖千秋
- 韓一朋 饰 老頭子
- 李　菲 饰 藍鳳凰
- 黄宗洛 饰 平一指
- 封錫鈞 饰 方証
- 楊念生 饰 方生
- 魏　峰 饰 童柏熊
- 李　強 饰 天門
- 顔　芳 饰 儀和
- 王振荣 饰 冲虚
- 于宏洲 饰 禿筆翁
- 柏　杉 饰 丹青生
- 韓福利 饰 鮑大楚
- 李京京 饰 桑三娘
- 夏宗学 饰 黄鐘公
- 烏蘭宝音 饰 黑白子

### 反派人物
- 李　解 饰 林平之
- 吕晓禾 饰 任我行
- 涂　门 饰 左冷禅
- 巍　子 饰 岳不群
- 彭登怀 饰 余沧海
- 趙福余 饰 劳德诺
- 林　峰 饰 羅人傑
- 王　成 饰 于人豪
- 李中華 饰 木高峯
- 張衡平 饰 陸柏
- 李旗山 饰 玉玑子
- 王文升 饰 成不憂
- 牛宝軍 饰 楊蓮亭
- 茅威涛 饰 東方不敗

## 职员
- 制片人：张纪中
- 导演：黄健中、元彬
- 总监制：王伟国
- 编剧：周锴、陈育新、陈兵
- 总化妆师：黄桦
- 摄影： 沈星浩
- 美术（设计）： 宋洪荣
- 剪辑：陈忆红
- 录音：孟健
- 服装（设计）：钟佳妮
- 灯光/照明（设计）：雷子
- 动作指导：林峰(中国导演)、国建勇
- 出品人：邹庆芳
- 总监制：王伟国
- 策划：李功达
- 摄制：中国电视台，中国电视剧制作中心

## 劇情變動
此前，笑傲江湖原著金庸以一元价格贩卖予央视，原意是希望能把自己的武侠小说拍得好像《三国演义》那么好，但剧情少许变动之下过后金庸便按市价售卖版权。
- 令狐沖與岳靈珊易容改裝前往福州酒店查看福威鏢局，原书中为勞德諾與岳靈珊。
- 青城派的武功中加入了四川川劇的變臉元素，由川劇大師彭登懷演繹此一技巧。「青城四秀」只有于人豪和羅人傑登場，侯人英、洪人雄並未登場。
- 任盈盈提前出場，要曲洋自裁。與令狐沖有多次交集。初識並非在洛陽綠竹林內。
- 新增林平之拜入華山派不久，各門派搶奪辟邪劍譜大打出手的橋段。
- 原著中曲洋彈琴、劉正風吹簫，劇中將二人樂器弄反了。
- 恆山派定靜師太、定閒師太並未在本劇出現。
- 桃谷六仙中，桃花仙與桃實仙的兄弟次序對調。
- 華山劍宗上門尋仇時，被桃谷六仙撕裂的人改為封不平。
- 成不憂戲份大增，為搶華山掌門一位多次尋仇，但不僅劍法不如令狐沖、岳不群，最後更死在洛陽綠竹巷內。
- 令狐沖得知洛陽綠竹巷婆婆的真面目為任盈盈的經過有所變更。
- 新增為殺令狐沖，青城派、嵩山派、成不憂等人集結前往洛陽綠竹巷大戰的劇情，綠竹翁為保護任盈盈而犧牲。
- 令狐沖與江湖群豪赴少林救任盈盈的劇情改在前往福州之前。
- 田伯光為了救儀琳被嵩山派陸柏等人追殺，最後死於箭傷。
- 定逸師太並非死於少林寺，且當時的岳不群才自宮未久。
- 五嶽併派大會，林平之在岳靈珊與其他五嶽劍派人物比劍時方才入場。
- 五嶽併派大會，陸柏被刺瞎雙眼而發狂的左冷禪誤殺。原著中被杀者为左冷禅的弟子史登达、狄修。剧中嵩山派其他重要人物丁勉等皆未登场。
- 五嶽併派大會，左冷禪被練成辟邪劍法的岳不群所殺。原书中左冷禅当时没有死，后来被令狐冲所杀。
- 五嶽併派大會，岳不群殺死左冷禪後，與會人員並未像岳不群道賀，岳不群也未對五嶽派善後事宜有所交待，而是飛身登壇，自我陶醉。除寧中則外，眾人皆駭然離去。
- 林平之向青城派報仇時，將余滄海的身體一分為二，才发现余滄海為天生殘足，必須跨坐在一矮人身上，兩人共同行動。原书中余沧海设定为一个小矮子。
- 林平之與勞德諾共謀，在華山揭破岳不群為練辟邪劍法而自宮的真相。之後兩人雙雙被岳不群所殺。
- 岳不群和任我行的死都改到了最后一集：岳不群攻打黑木崖，與任我行大戰，杀死任我行（在心口下方鑿了一個洞）。而后与令狐冲展開最終決戰，被吸星大法吸乾内力，惡貫滿盈伏誅。向问天（切去左臂、右腿爆裂血肉模糊）和任盈盈都受伤。原著裡岳不群欲害令狐冲和任盈盈时被仪琳刺死，而任我行受真气翻腾，暴毙而亡。
- 令狐沖與任盈盈歸隱後，恆山派掌門由儀琳接任。

## 作品的變遷
| 中央电视台电视剧频道 星期一~日20:25 | 中央电视台电视剧频道 星期一~日20:25 | 中央电视台电视剧频道 星期一~日20:25 |
| ----------------------------------- | ----------------------------------- | ----------------------------------- |
|                                     | 笑傲江湖 （2001.3.26-2001.4.17）    |                                     |
| 智子和知子 （2001.3.22-2001.3.25）  | 燃情岁月 （2001.4.18-？）           |                                     |

| 華視主頻 星期一~四20:00 - 22:00        | 華視主頻 星期一~四20:00 - 22:00      | 華視主頻 星期一~四20:00 - 22:00 |
| -------------------------------------- | ------------------------------------ | ------------------------------- |
|                                        | 笑傲江湖 （2010.02.01-2010.03.04）   |                                 |
| 新倚天屠龍記 （2009.12.28-2010.01.28） | 射雕英雄傳 （2010.03.08-2010.04.12） |                                 |

| 中華TV 週一至週五 晚間21:20~23:10(兩集) | 中華TV 週一至週五 晚間21:20~23:10(兩集) | 中華TV 週一至週五 晚間21:20~23:10(兩集) |
| --------------------------------------- | --------------------------------------- | --------------------------------------- |
|                                         | 笑傲江湖 (2014.02.24 - 03.28)           |                                         |
| 舞乐传奇 (2014.01.06 - 02.21)           | 赵氏孤儿案 (2014.03.31 - 05.02)         |                                         |